# Predeluț
Predeluț – wieś w Rumunii, w okręgu Braszów, w gminie Bran. W 2011 roku liczyła 958 mieszkańców.